# Delonix regia
Espèce
Classification phylogénétique
Statut de conservation UICN

 LC  : Préoccupation mineure
Delonix regia, le flamboyant, est une espèce de plantes à fleurs de la famille des Caesalpiniaceae selon la classification classique, ou des Fabaceae selon la classification phylogénétique.
C'est un arbre originaire de Madagascar, mais on le rencontre maintenant dans toute la zone intertropicale comme arbre ornemental. Sa floraison rouge est spectaculaire.

## Description

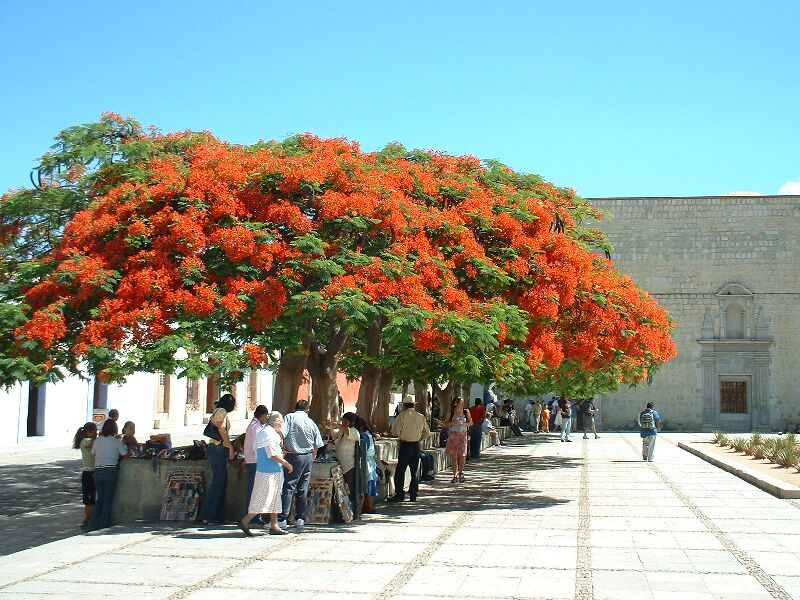
Flamboyant Delonix regia au Mexique à Santo Domingo (Oaxaca).

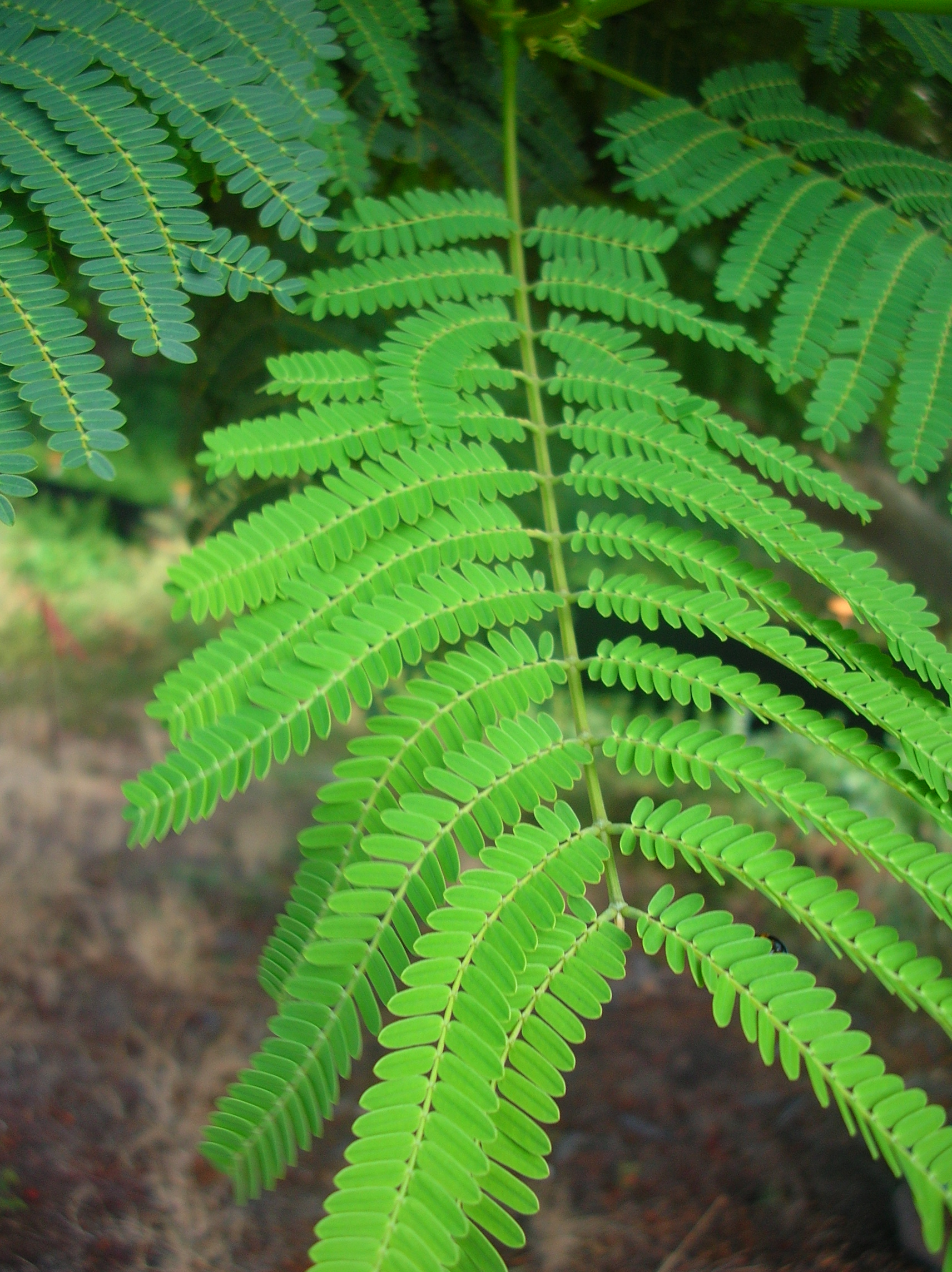
Feuilles.

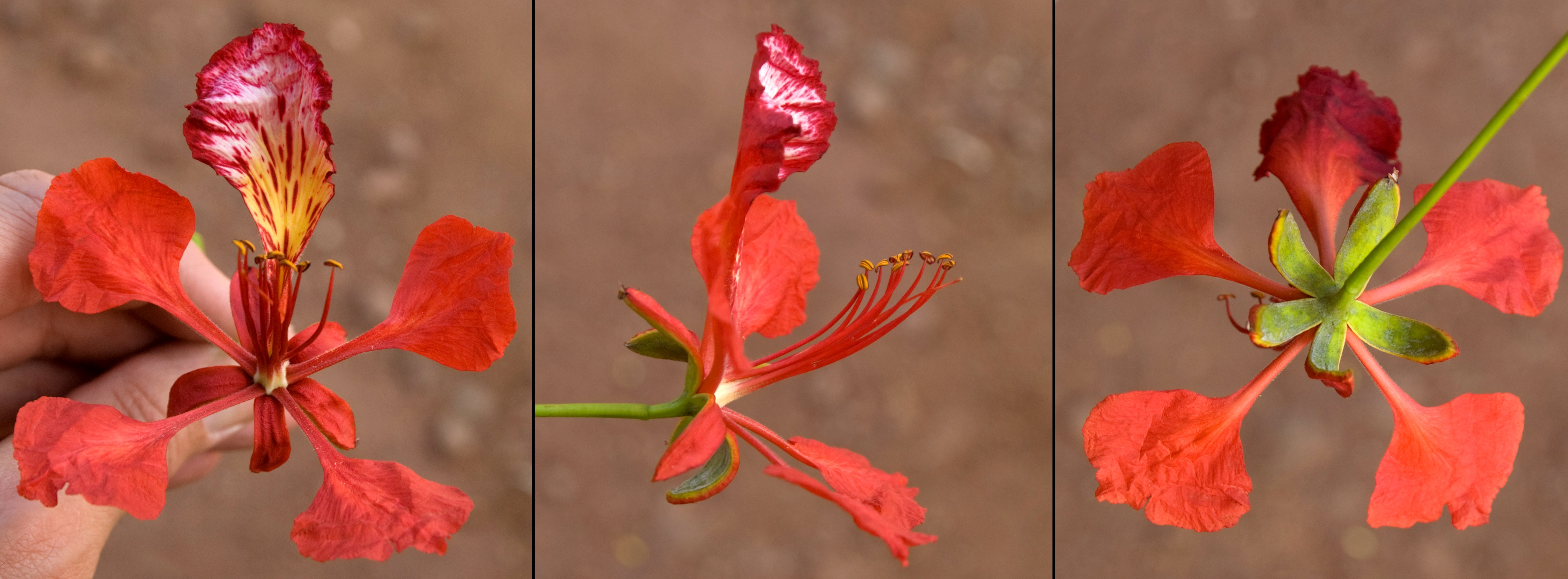
Vue frontal, latérale et arrière d'une fleur.

Cet arbre majestueux mesure en général entre cinq et huit mètres de haut mais il peut dépasser les quinze mètres de hauteur.
Quand l'arbre est jeune son tronc est lisse et clair.
Il possède une couronne en forme de parasol, avec de larges branches à feuilles bipennées (entre 30 et 50 centimètres de longueur) et des fleurs à quatre pétales rouges d'environ 8 centimètres et un cinquième plus grand au milieu se tenant droit qui est strié de blanc ou de jaune.
Il fleurit abondamment vers la fin de la période de sécheresse (entre le mois de novembre à janvier à la Réunion).
Ses fruits sont des sortes de fèves entre 40 et 60 centimètres de longueur et 5 centimètres de largeur contenant chacune une dizaine de graines oblongues, brun foncé et striées sur les bords, ressemblant aux graines de tournesol.

## Culture

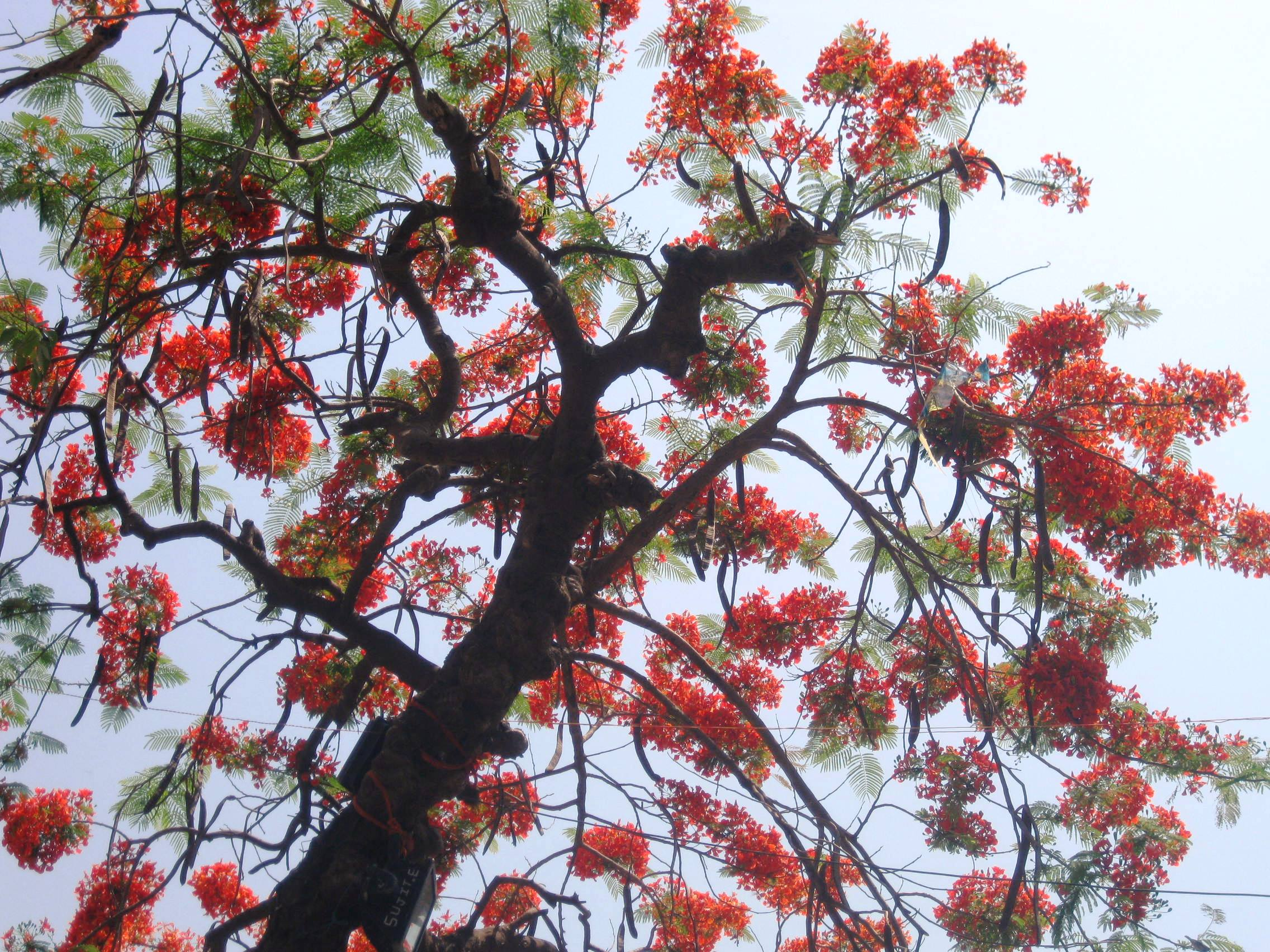
le flamboyant (Delonix regia).

Le flamboyant nécessite un climat tropical ou subtropical (Zone USDA 10), mais peut tolérer la sécheresse et les conditions salées. Il n'aime pas les sols lourds argileux et préfère un sol sableux drainant enrichi en matière organique. L'arbre fleurit plus abondamment lorsqu'il est un peu au sec.
Il est très largement cultivé dans les Caraïbes, en Afrique et en Australie du Nord. On le trouve également en Nouvelle-Calédonie ou encore en Polynésie Française. Cet arbre a été introduit à la Réunion en 1840 par Claude Richard.
Il se reproduit par semis ou par bouturage.

## Propriétés et usages
Le flamboyant a servi d'arbre d'ombrage dans les plantations de théiers et les fermes laitières, ainsi que le long des rues et dans les places publiques ou encore de haies remarquables par leur couleur vive. Mais il possède aussi des fleurs mellifères (qui sécrètent du nectar, recueilli par les abeilles et transformé en miel), un tronc fragile, d'une densité de 0,8 mais qui protège de l'humidité et des insectes et qui permet de fabriquer des constructions légères comme des pirogues.
Il reste cependant très sensible aux termites. Le plus souvent, il sert de combustible, tout comme les gousses faciles à récolter. On extrait une gomme épaisse jaunâtre ou brun rougeâtre des graines, qui pourrait trouver une utilisation dans les industries textiles et alimentaires.
L'écorce a des propriétés médicinales.
Les graines servent parfois à faire des colliers.

## Synonyme
- Poinciana regia Bojer ex Hook.

Cette espèce était auparavant placée dans le genre Poinciana, du nom de Philippe de Longvilliers de Poincy, le gouverneur de Saint-Christophe (Saint-Kitts) au XVIIe siècle. C'est une légumineuse non nodulante

## Liens externes

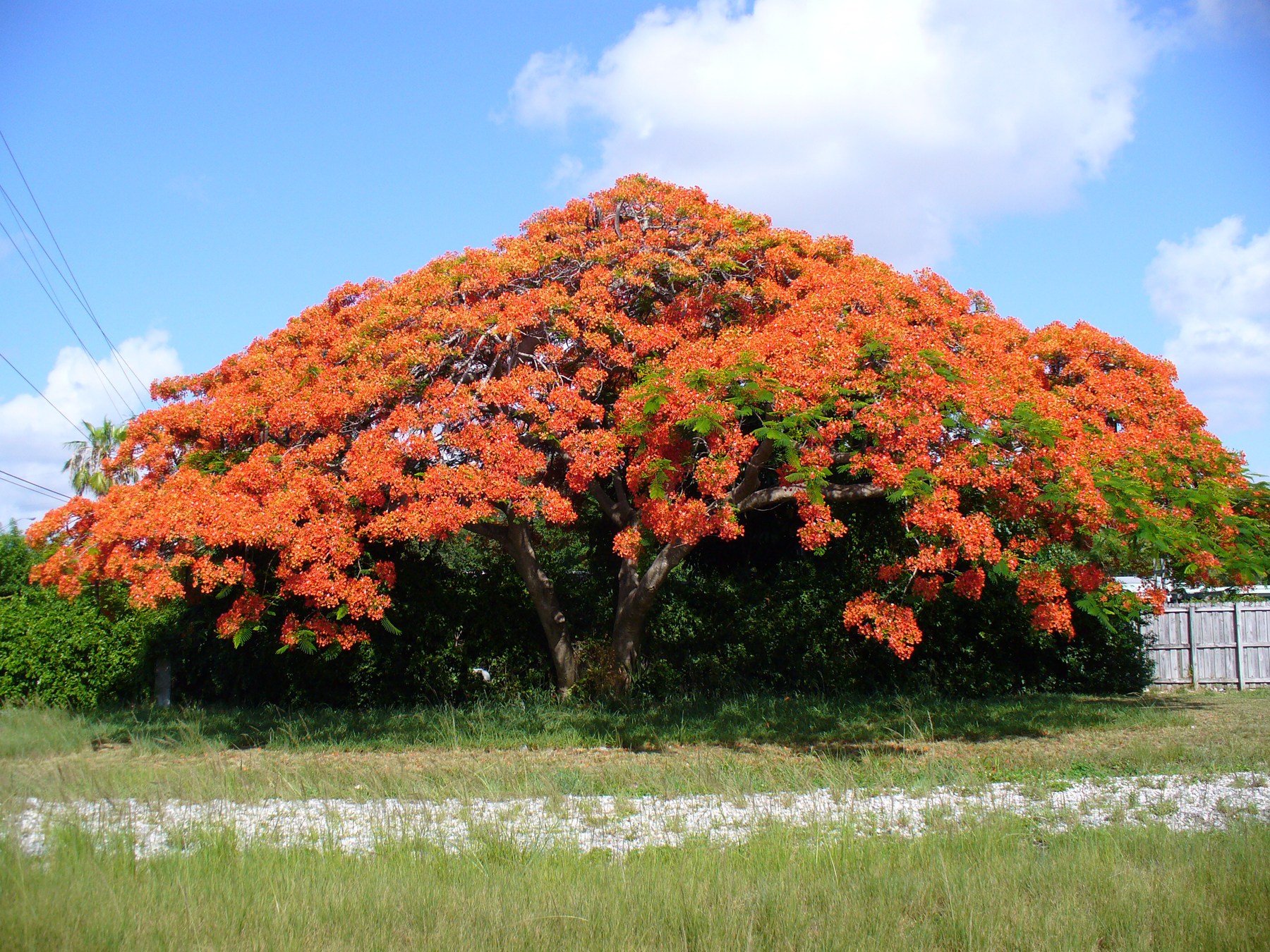
Delonix regia en Floride.